# Luis Garisto
Luis Garisto (ur. 3 grudnia 1945 w Montevideo, zm. 21 listopada 2017 tamże) – urugwajski piłkarz, obrońca, stoper. Później trener.
Garisto rozpoczął w 1960 roku grę w piłkę w jednym z dwóch największych klubów urugwajskich - CA Peñarol. W okresie tym klub sięgnął po największe sukcesy międzynarodowe - Copa Libertadores i Puchar Interkontynentalny, choć sam Garisto nie rozegrał w tych turniejach ani jednego meczu.
Dopiero po przeprowadzce do Argentyny Garisto razem z klubem CA Independiente miał pełny udział w zwycięstwie klubu w turnieju Copa Libertadores 1972. Nie udało się jednak zdobyć Pucharu Świata, gdyż Independiente musiał uznać wyższość futbolu totalnego, jaki prezentował wówczas AFC Ajax
W 1973 Garisto na jeden rok przeniósł się do Chile, do klubu Cobreloa, jednak w 1974 wrócił do Peñarolu, w którego barwach wziął udział wraz z reprezentacją Urugwaju w finałach Mistrzostw Świata w 1974 roku, gdzie Urugwaj odpadł już w fazie grupowej. Garisto zagrał w dwóch meczach – z Bułgarią i Szwecją.
W latach 1974–1976 wraz z Peñarolem próbował sił w Copa Libertadores, jednak bez większych sukcesów. Nigdy nie wziął udziału w turnieju Copa América.
Po zakończeniu kariery piłkarskiej został trenerem. Pracował w wielu klubach w Urugwaju (Peñarol), Chile (Cobreloa), Argentynie (Chacarita Juniors, CA Banfield, Argentinos Juniors Buenos Aires, Estudiantes La Plata) i Meksyku (Atlas Guadalajara).